# Epeorus packeri
Epeorus packeri är en dagsländeart som beskrevs av Allen och Cohen 1977. Epeorus packeri ingår i släktet Epeorus och familjen forsdagsländor. Inga underarter finns listade i Catalogue of Life.